# Buket Puuk
Buket Puuk is een bestuurslaag in het regentschap Aceh Timur van de provincie Atjeh, Indonesië. Buket Puuk telt 167 inwoners (volkstelling 2010).